# Impatiens delicata
Impatiens delicata är en balsaminväxtart som beskrevs av Toppin. Impatiens delicata ingår i släktet balsaminer, och familjen balsaminväxter. Inga underarter finns listade i Catalogue of Life.